# Le donne non capiscono gli uomini
Le donne non capiscono gli uomini è il diciottesimo album di Cristiano Malgioglio.
Il brano di apertura Fragile fortissimo è stato scritto insieme al paroliere Vito Pallavicini. Mentre Messaggio personale è la cover del brano Message personnel, portato al successo da Françoise Hardy nel 1973, che Malgioglio aveva adattato in italiano per Eleonora Giorgi nel 1981.
Quando arrivi assente da me, brano già uscito nel precedente album La Esperanza, qui è cantato in duetto con l'artista Pablo Milanés.
Ci sono poi anche due remake: Quanto mi costa del 1978 e una versione in chiave remix dance di Sbucciami del 1979.

## Tracce
1. Fragile fortissimo (C. Malgioglio, Vito Pallavicini, Corrado Castellari, M. Castellari)
2. Appassionato (C. Malgioglio, M. Motta, Vinicius)
3. Non ci sei (C. Malgioglio, A. Summa, F. Berlincioni)
4. Come faccio a stare senza te (C. Malgioglio, A. Summa)
5. Canzoni prestate (C. Malgioglio, C. Castellari, M. Castellari)
6. Cosa bonita (C. Malgioglio, Barbosa, Silva, Barroso)
7. Quando arrivi assente da me (duetto con Pablo Milanés) (C. Malgioglio, Pablo Milanés)
8. Messaggio personale (Message personnel) (Françoise Hardy) (testo italiano di C. Malgioglio)
9. Cuba cubana (C. Malgioglio, C. Castellari)
10. All'alba dei miei anni (C. Malgioglio, C. Castellari, G. Marchese)
11. Curame (Miguel, N. Gomez)
12. Quanto mi costa (C. Malgioglio)
13. Così è la vita (C. Malgioglio, C. Castellari, G. Marchese)
14. Sbucciami (remix) (C. Malgioglio, C. Castellari)